# بيتر ويلسون (لاعب كرة قدم)
بيتر ويلسون (بالسويدية: Peter Wilson)‏ (9 أكتوبر 1996 بالسويد - ) هو لاعب كرة قدم سويدي في مركز الهجوم. لعب مع نادي سوندسفال ‏.

## وصلات خارجية
- بيتر ويلسون على موقع اتحاد النرويج (النرويجية)
- بيتر ويلسون على موقع اتحاد السويد (السويدية)
- بيتر ويلسون على موقع قاعدة بيانات كرة القدم.إي يو (الإنجليزية)
- بيتر ويلسون على موقع ناشيونال فوتبول تيمز (الإنجليزية)
- بيتر ويلسون على موقع Soccerway.com (الإنجليزية)